# 1820-те
20-те години на XIX век са десетилетие от григорианския календар, третото десетилетие на XIX век, обхващащо периода от 1 януари 1820 до 31 декември 1829 година.